# Thraupis
Thraupis és un gènere d'ocells de la família dels tràupids (Thraupidae).

## Llistat d'espècies
Segons la Classificació del Congrés Ornitològic Internacional (versió 15.1, 2025) aquest gènere està format per 7 espècies:
- Tàngara blavosa (Thraupis episcopus Linnaeus, 1766)
- Tàngara saiaca (Thraupis sayaca Linnaeus, 1766)
- Tàngara glauca (Thraupis glaucocolpa Cabanis, 1851)
- Tàngara d'espatlles blaves (Thraupis cyanoptera Vieillot, 1817)
- Tàngara alagroga (Thraupis abbas Deppe, 1830)
- Tàngara ornada (Thraupis ornata Sparrman, 1789)
- Tàngara de les palmeres (Thraupis palmarum Wied-Neuwied, M, 1821)